# يو إف سي في 2008
كان عام 2008 هو العام السادس عشر في تاريخ بطولة القتال النهائي (يو إف سي)، وهي عبارة عن ترويج لفنون القتال المختلطة مقره الولايات المتحدة. في عام 2008، عقدت يو إف سي 20 حدث بدءاً من يو إف سي 80: نيران سريعة.

## قائمة الأحداث
| #   | الحدث                                            | التاريخ        | المكان                     | الموقع                                        | الحضور |
| --- | ------------------------------------------------ | -------------- | -------------------------- | --------------------------------------------- | ------ |
| 122 | يو إف سي 92: النهائي 2008                        | 27 ديسمبر 2008 | إم جي إم جراند جاردن أرينا | لاس فيغاس، نيفادا، الولايات المتحدة           | 14٬166 |
| 121 | المقاتل النهائي: نهائي فريق نوغيرا ضد فريق مير   | 13 ديسمبر 2008 | منتجع بالمز كازينو         | لاس فيغاس، نيفادا، الولايات المتحدة           | 1٬853  |
| 120 | يو إف سي: قاتل من أجل القوات [الإنجليزية]        | 10 ديسمبر 2008 | مدرج التاج                 | فايتفيل، كارولاينا الشمالية، الولايات المتحدة | 8٬500  |
| 119 | يو إف سي 91: كوتور ضد ليسنر                      | 15 نوفمبر 2008 | إم جي إم جراند جاردن أرينا | لاس فيغاس، نيفادا، الولايات المتحدة           | 14٬272 |
| 118 | يو إف سي 90: سيلفا ضد كوتيه                      | 25 أكتوبر 2008 | صالة أولستايت              | روزمونت، إلينوي، الولايات المتحدة             | 15٬359 |
| 117 | يو إف سي 89: بيسبنغ ضد ليبن                      | 18 أكتوبر 2008 | الساحة الداخلية الوطنية    | برمنغهام، إنجلترا، المملكة المتحدة            | 9٬515  |
| 116 | يو إف سي ليلة القتال: دياز ضد نير                | 17 سبتمبر 2008 | أوماها سيفيك أوديتوريوم    | أوماها، نبراسكا، الولايات المتحدة             | 9٬103  |
| 115 | يو إف سي 88: اختراق                              | 6 سبتمبر 2008  | فيليبس أرينا               | أتلانتا، جورجيا، الولايات المتحدة             | 14٬736 |
| 114 | يو إف سي 87: ابحث ودمر                           | 9 أغسطس 2008   | تارغت سنتر                 | مينابوليس، مينيسوتا، الولايات المتحدة         | 15٬087 |
| 113 | يو إف سي ليلة القتال: سيلفا ضد إيرفين            | 19 يوليو 2008  | منتجع بالمز كازينو         | لاس فيغاس، نيفادا، الولايات المتحدة           | 2٬071  |
| 112 | يو إف سي 86: جاكسون ضد غريفين                    | 5 يوليو 2008   | ميشيلوب ألترا أرينا        | لاس فيغاس، نيفادا، الولايات المتحدة           | 10٬990 |
| 111 | المقاتل النهائي: نهائي فريق رامبيج ضد فريق فورست | 21 يونيو 2008  | منتجع بالمز كازينو         | لاس فيغاس، نيفادا، الولايات المتحدة           | 1٬853  |
| 110 | يو إف سي 85: هرج ومرج                            | 7 يونيو 2008   | ذا أوه2 أرينا              | لندن، إنجلترا، المملكة المتحدة                | 15٬327 |
| 109 | يو إف سي 84: نية سيئة                            | 24 مايو 2008   | إم جي إم جراند جاردن أرينا | لاس فيغاس، نيفادا، الولايات المتحدة           | 14٬773 |
| 108 | يو إف سي 83: سيرا ضد سانت بيير 2                 | 19 أبريل 2008  | مركز بيل                   | مونتريال، كيبك، كندا                          | 21٬390 |
| 107 | يو إف سي ليلة القتال: فلوريان ضد لوزون           | 2 أبريل 2008   | مركز برومفيلد للمناسبات    | برومفيلد، كولورادو، الولايات المتحدة          | 6٬742  |
| 106 | يو إف سي 82: فخر البطل                           | 1 مارس 2008    | نيشن وايد أرينا            | كولومبوس، أوهايو، الولايات المتحدة            | 16٬431 |
| 105 | يو إف سي 81: نقطة الانهيار                       | 2 فبراير 2008  | ميشيلوب ألترا أرينا        | لاس فيغاس، نيفادا، الولايات المتحدة           | 10٬583 |
| 104 | يو إف سي ليلة القتال: سويك ضد بوركمان            | 23 يناير 2008  | منتجع بالمز كازينو         | لاس فيغاس، نيفادا، الولايات المتحدة           | 1٬900  |
| 103 | يو إف سي 80: نيران سريعة                         | 19 يناير 2008  | مترو راديو أرينا           | نيوكاسل أبون تاين، إنجلترا، المملكة المتحدة   | 8٬412  |